# Kalix
Kalix (finlandês: Kainuu, meänkieli: Kainus) é uma cidade localizada na província de Bótnia Setentrional, Suécia, e a capital da comuna de Kalix. Possui cerca de 7.300 habitantes. Fica próxima do rio Cálix.
No dia 25 de março de 1809, Kalix tornou-se o local da rendição do exército sueco na Guerra Finlandesa. Como consequência, a Finlândia tornou-se um grão-ducado ligado por uma união pessoal ao Império Russo. Negociações de paz iniciaram-se na cidade finlandesa de Fredrikshamn, e um tratado foi assinado em 30 de agosto daquele ano.